# Rafael Ramos
Rafael António Figueiredo Ramos (Seia, 9 januari 1995) is een Portugees voetballer die als rechtervleugelverdediger voor CD Santa Clara speelt.

## Carrière
Rafael Ramos speelde in de jeugd van Fundação Laura Santos, Sporting Lissabon, Real Sport Clube en SL Benfica. In 2014 vertrok hij naar het Amerikaanse Orlando City SC, dat in de United Soccer League uitkwam. Na het seizoen 2014 werd deze club opgeheven, om in de Major League Soccer een gelijknamige club op te richten. Ramos ging voor dit nieuwe Orlando City spelen. Hier speelde hij van 2015 tot 2017, waarna hij in 2018 een half seizoen bij Chicago Fire Soccer Club speelde. Hierna tekende hij voor het naar de Eerste Divisie gedegradeerde FC Twente. Met FC Twente werd hij in seizoen 2018/19 kampioen van de Eerste divisie. Hij had in de eerste helft van het seizoen een vaste basisplaats als rechtervleugelverdediger, maar raakte deze door een blessure kwijt. Zijn eenjarig contract werd na afloop van het seizoen niet verlengd. Hij sloot transfervrij aan bij het Portugese CD Santa Clara.

## Clubstatistieken
| Seizoen                     | Club                     | Land             | Competitie     | Competitie | Competitie | Beker | Beker | Totaal | Totaal |
| Seizoen                     | Club                     | Land             | Competitie     | Wed.       | Dlp.       | Wed.  | Dlp.  | Wed.   | Dlp.   |
| --------------------------- | ------------------------ | ---------------- | -------------- | ---------- | ---------- | ----- | ----- | ------ | ------ |
| 2014                        | Orlando City SC (2010)   | Verenigde Staten | USL            | 4          | 1          | 0     | 0     | 4      | 1      |
| 2015                        | Orlando City SC          | Verenigde Staten | MLS            | 25         | 0          | 3     | 0     | 28     | 0      |
| 2016                        | Orlando City SC          | Verenigde Staten | MLS            | 12         | 0          | 1     | 0     | 13     | 0      |
| 2016                        | Orlando City SC B        | Verenigde Staten | USL            | 2          | 0          | –     | –     | 2      | 0      |
| 2017                        | Orlando City SC B        | Verenigde Staten | USL            | 7          | 0          | –     | –     | 7      | 0      |
| 2017                        | Orlando City SC          | Verenigde Staten | MLS            | 2          | 0          | 1     | 0     | 3      | 0      |
| 2018                        | Chicago Fire Soccer Club | Verenigde Staten | MLS            | 3          | 0          | 2     | 0     | 5      | 0      |
| 2018/19                     | FC Twente                | Nederland        | Eerste divisie | 19         | 0          | 2     | 0     | 21     | 0      |
| 2019/20                     | CD Santa Clara           | Portugal         | Primeira Liga  | 9          | 0          | 4     | 0     | 8      | 0      |
| Carrièretotaal              | Carrièretotaal           | Carrièretotaal   | Carrièretotaal | 83         | 1          | 13    | 0     | 96     | 1      |
| Bijgewerkt op 14 april 2020 |                          |                  |                |            |            |       |       |        |        |

## Erelijst
| Eerste divisie | 1 | 2018/19 |